# Der Bulle von Tölz: Tödliches Dreieck
Tödliches Dreieck ist ein deutscher Fernsehfilm von Wigbert Wicker aus dem Jahr 2001 nach einem Drehbuch von Franz Xaver Sengmüller. Es ist die 30. Folge der Krimiserie Der Bulle von Tölz mit Ottfried Fischer als Hauptdarsteller in der Rolle des Hauptkommissars Benno Berghammer. Die Erstausstrahlung erfolgte am 10. Oktober 2001 auf Sat.1.

## Handlung
Resi Berghammer tritt einen zweiwöchigen Kuraufenthalt in Bad Heilbrunn an. Auf der Fahrt dorthin nervt sie ihren Sohn Benno mit diversen Ratschlägen, wie er in ihrer Abwesenheit die Pension zu führen hat, in der momentan allerdings nur ein einziger Gast wohnt: Irmgard Paal aus Hanau, die sowohl Resi wie auch Benno für eine ganz normale Urlauberin halten. Am nächsten Morgen entdecken zwei Forstarbeiter in einer Fichtenschonung nahe einem Bergpfad auf dem Blomberg die Leiche von Irmgard Paal. Sie wurde mit einer Wäscheleine erdrosselt. In ihrem Handtäschchen befindet sich eine Schusswaffe.
Im Gästezimmer der Toten findet Hauptkommissarin Sabrina Lorenz eine Skizze, die die Umgebung des Tatorts darstellt, samt Berghütte, die Dr. Frank Gerstl gehört, dem Chefarzt der Bad Heilbrunner Kurklinik, wo Resi Berghammer gerade Erholung sucht und von dem Arzt behandelt wird. Ihre dortige Zimmernachbarin ist Elfriede Kutschera, die – vor Vitalität strotzend – bereits drei Wochen hier ist und kein einziges Kurkonzert versäumt hat. Frau Kutschera interessiert sich für den gut aussehenden Christian Paal, Pianist der Kurkapelle, und als sie in der örtlichen Zeitung vom Mord an Irmgard Paal liest, kombiniert Frau Kutschera, dass ihr Schwarm jetzt Witwer ist.
Christian Paal ist Hauptverdächtiger, denn die Hauptkommissare finden heraus, dass er nicht nur zur Tatzeit zumindest in der Nähe des Tatorts war, sondern auch ein Verhältnis mit Susanne Gerstl hat, der zweiten Ehefrau von Dr. Frank Gerstl.
Während der Ermittlungen geht Benno Berghammer einer Person allerdings konsequent aus dem Weg, nämlich der nervtötenden Frau Kutschera, die unbedingt an der Aufklärung des Verbrechens an Irmgard Paal mitwirken will und sich dauernd in der Gesellschaft seiner Mutter aufhält. Dabei sind sämtliche Aussagen von Frau Kutschera völlig irrelevant – zunächst jedenfalls.
Um der Polizei zuvorzukommen, beichtet Susanne ihrem Mann Dr. Gerstl ihren Fehltritt. Der Chefarzt ist fassungslos, ringt sich dann aber dazu durch, ihr zu verzeihen und die Gartenparty zum fünften Hochzeitstag wie geplant durchzuführen. Weil Resi Berghammer an der Wiedervereinigung der beiden nicht ganz unbeteiligt war, wird sie ebenfalls eingeladen.
Frau Berghammers Zimmerkollegin Elfriede Kutschera wurde zwar nicht zu dieser Party eingeladen, möchte aber sehen, wie ein Chefarzt denn so lebt, und begleitet Frau Berghammer zu dem Anwesen. Dort sieht sie ein Pärchen, das ihr in letzter Zeit öfters in einem Geländewagen auf dem Blomberg aufgefallen ist, und teilt ihre Beobachtungen Kommissar Berghammer mit. Es stellt sich heraus, dass es sich bei den beiden um Tom Gerstl, den Sohn des Chefarztes, und Annemarie Holst, die Pflegerin von Toms Großmutter Wilhelmine Lobmeier, handelt. Frau Lobmeier ist seit einem Verkehrsunfall auf den Rollstuhl angewiesen. Alle drei leben in Dr. Gerstls Villa und sind Susanne nicht sehr freundlich gesinnt. Frau Lobmeier sagt aus, Tom habe ihr vor drei oder vier Wochen vom Verhältnis zwischen Susanne und dem Pianisten erzählt. Da habe sie ihren Schwiegersohn darüber informiert, damit er das Anwesen nicht an seine Frau, sondern an Tom überschreibe; es sei ihr wichtig gewesen, dass der Besitz in der Familie bleibe.
Da nun klar ist, dass Dr. Gerstl lange vor dem Mord Bescheid gewusst hat, ist es für die Kommissare an der Zeit, ihn mit den gewonnenen Erkenntnissen zu konfrontieren. Er gibt zu, Irmgard Paal informiert zu haben, worauf sie angereist sei, um Susanne zu erschießen; sie habe ihm am Tag vor der Tat die Schusswaffe gezeigt. Er sei mit dem Geländewagen seines Sohnes auf den Blomberg gefahren, um seine Frau vor dieser verrückten Person zu schützen.

## Hintergrund
Die Dreharbeiten wurden in Bad Tölz und Bad Heilbrunn sowie am Blomberg durchgeführt; als Schauplatz für die „Pension Resi“ diente das Hollerhaus Irschenhausen.